# Алкман
Алкма́н (на старогръцки: Ἀλκμάν, втората половина на VII век пр.н.е.) е древногръцки поет, представител на хоровата лирика. Включен е в каноничния списък на Деветимата лирически поети, съставен от елинистическите филолози в Александрия.

## Биографични данни
Живял е и е работил в Спарта в периода след втората Месенска война. За произхода на Алкман са се водили спорове още в древността. Антипатор Солунски пише, че „поетите имат много майки“ и че и Европа, и Азия претендират да бъдат негова родина. По традиция се смята, че е роден в спартанския град Меса. Съгласно сведенията във византийската енциклопедия Свидас, произхожда от град Сарди в Лидия. Други основания за това:
1. в стиховете на Алкман се проявява влияние на лидийските традиции и обичаи;
2. Алкман сам отбелязва, че е наследил майсторството си от „клопащите яребици“, които се срещат в Мала Азия, а в Гърция не са познати;
3. съхранен е откъс (обръщение на девическия хор към Алкман), където се посочва, че той „не бил нито прост селянин, нито тесалиец или овчар“, а родом от „високия Сарди“;
4. Аристотел съобщава, че Алкман дошъл в Спарта като роб в семейството на Агесид/Агесидам, който впоследствие бил освободен за своето поетическо майсторство.

Има данни, че Алкман е син на родители роби. Упоменато е името на бащата – Дамас или Титар. Аристотел съобщава също, че Алкман е умрял от въшки (въпреки че това може да е объркване и да се е случило с философа Алкман Кротонски). Павзаний твърди, че могилата на Алкман се намира в Спарта, редом до тази на троянската Елена.

## Произведения
Според запазени фрагменти Алкман е първият поет, писал песни за хор. В Спарта, където почитали бог Аполон и богинята Артемида, девическите хорове били много разпространени. За тях, освен текстове, Алкман създавал мелодии и разработвал танцови движения. Корпусът от текстове на Алкман, събран от александрийски филолози, се помества в 6 книги (около 60 произведения). Всички тези текстове били загубени в началото на Средновековието. До 1855 г. бил известен само по цитати от старогръцки автори. Същата година, в погребалната зала на втората пирамида в Сахара бил намерен първият папирус, съдържащ негов оригинален текст. На този папирус, съхраняващ се в Лувъра, били записани около 100 партении (от παρθένος – „девица“ – песни, предназначени за девически хор). През 1960 г. в Оксиринх, между предмети от древногръцко погребение, били открити нови оригинални текстове на Алкман.
Алкман пише предимно пеани (химни за богове), проемии (встъпления към епическите декламации) и партении. Сред запазените фрагменти, които трудно се поддават на категоризация, най-значими са тези от пеаните за Зевс Питийски, Кастор и Полидевк, Хера, Аполон, Артемида и Афродита. Алкман е писал и хипофтегми (танцови песни), еротични песни (от Ерос – любовни), епиталамии (сватбени песни) и сколии (песни за събирания). Произведенията на Алкман се отличават с непринуденост, с отсъствие на характерната за Спарта строгост, размерите са леки и подвижни. Възможно е Алкман да е писал и хорове за момчета. Атеней отбелязва, че според спартанския историк Сосибий песните на Алкман се изпълнявали по време на химнопедиите: „Водачите на хоровете носели на главите си тирейски корони в чест на победата на Тирейските празници, част от които е и химнопедията. Тези хорове бил три на брой – най-отпред хорът на момчета, вдясно – на старците, вляво – на мъжете. Те танцуват голи, пеейки песни на Талет, Алкман и Дионисид Лакедемонски“.

## Размери
Запазените фрагменти в основата си се делят на строфи и се използват големи размери: от 9 до 14 стиха в строфа. Алкман често работи в хекзаметър и тетраметър. Тази характерна за него двустишна система в дактилен хекзаметър и тетраметър получава названието Алкманова строфа. Метричните нововъведения на Алкман са много важни. Той не само употребява всички размери, ползвани по негово време (хекзаметър, ямб, хорей, амфимакър), но въвежда и бакхий (кратка и две дълги стъпки). Със своите разнообразни размери става образец за по-късните поети.
Павзаний твърди, че макар Алкман да е писал на дорийски диалект (отличаващ се с известна неблагозвучност), това в никакъв случай не нарушава красотата на неговите песни. На първо място, дорийският диалект има ортографични особености, напр. α = η, ω = ου, η = ει, σ = θ. Но не е ясно дали тези особености са присъствали в първичните текстове на Алкман или са били добавени по-късно при преписването им за удобство на изпълнителя. Възможно е те да са били обработени в Александрия и после да са били преведени на съвременен дорийски диалект. Аполоний Дискол твърди, че Алкман е писал на еолийски говор. Това твърдение се основава на факта, че Алкман използва дигами и други подобни недорийски елементи като σδ = ζ, -οισα = -ουσα. Но в първия случай тази дигама се е използвала в дорийския диалект, а във втория – споменатите елементи били известни на множество поети след Омир. Английският филолог Денис Пейдж прави следните заключения за автентичния език на Алкман:
1. в запазените фрагменти на Алкман преобладава лакедемонското просторечие;
2. няма очевидно свидетелство за присъствие на чужди диалекти;
3. от чуждите, нелакедемонски особености се проявяват само епически елементи, те присъстват безсистемно и се срещат главно във фрагментите, където размерът и темата са заимствани от епическата традиция.[5]

Датският филолог Георг Хинг твърди обратното – Алкман е писал на дорийски диалект, на „общия език на поезията“, но песните, предназначени за изпълнение от спартанци, били преписвани в съответствие с нормите на лакедемонските ортогафи до 3 век пр.н.е.
По своя прозодичен, морфологичен и фразеологичен характер лириката на Алкман е най-близка до дорийската Омирова традиция.

## Художествени достойнства
Независимо от темите, стихотворенията на Алкман се отличават с ясен, лек и очарователен тон, често изтъкван от античните коментатори. Присъстват детайли от описания на обреди и религиозни празненства. Контекстът на голяма част от тези детайли в наши дни не може да бъде възстановен.
Езикът на Алкман е богат на визуални образи. Той създава прекрасни метафори – морската пяна нарича „цветовете на вълната“, гористите планини – „гръдта на тъмна нощ“ и др. На Алкман принадлежи и първата по своя род картина на вечерната тишина. Известният фрагмент, наричан в наши дни „ноктюрно“, описва дълбокия покой на природата след настъпването на нощта:
Всичко спи.
И планинските върхове спят,
урви, пропасти и потоци.
Спят и всички влечуги,
от земята ни черна отгледани.
Зверовете из дебри планински
и рояците на пчелите,
и чудовищата в морската бездна,
и ятата на дивите птици,
отпуснали бързи криле.
Росата е момиче,
родено от небето и луната.
Темите в лириката на Алкман са разнообразни – той се обръща към Музата с молбата тя „да започне да пее прелестна песен“ и „да възпламени/разпали покоряващата страст“. Той увещава сърцето си да се пази от Ерос, който „яростно се шегува като момче“. Еротичната лирика на Алкман била високо ценена в древността.
Същевременно, тези лирически настроения у Алкман биват съпътствани от същински натурализъм, напр. когато хвали своята проста храна или заявява, че не може да се наяде до насита.
Алкман цени „железния меч не повече от прекрасния звук на китарата“. Песимизмът също не му е чужд: „И нишката – тънка, и Ананке – жестока“.

## Значение
В Спарта, където в продължение на няколко столетия Алкман бил дълбоко почитан, му издигнали паметник. Бил четен и изучаван в елинистическа Александрия. Някои го считат за основател на поезията – обработвал импровизирани песнопения, произхождащи от древните музикално-танцови традиции. В химните на Алкман прославата на обикновените хора, наред с героите и боговете, е като характерно нововъведение. То е свидетелство за прогреса на светската поезия, възникнала в недрата на религиозната песенна култура.